# Loxosceles kaiba
Espèce
Loxosceles kaiba est une espèce d'araignées aranéomorphes de la famille des Sicariidae.

## Distribution
Cette espèce est endémique d'Arizona aux États-Unis. Elle se rencontre dans les grottes Thunder Cave et Cameron Cave dans le parc national du Grand Canyon sur le plateau de Kaibab.

## Description
Le mâle holotype mesure 7,5 mm et la femelle paratype 8,4 mm.

## Étymologie
Son nom d'espèce lui a été donné en référence au lieu de sa découverte, le plateau de Kaibab.

## Publication originale
- Gertsch & Ennik, 1983 : The spider genus Loxosceles in North America, Central America, and the West Indies (Araneae, Loxoscelidae). Bulletin of the American Museum of Natural History, vol. 175, p. 264-360 (texte intégral).